# Instituts nationaux des sciences naturelles
Les Instituts nationaux des sciences naturelles (自然科学研究機構, Shizenkagaku kenkyūkikō) (NINS) est un institut de recherche interuniversitaire composé de cinq instituts membres : l'Observatoire astronomique national du Japon (NAOJ), l'Institut national des sciences de la fusion (NIFS), l'Institut national de biologie fondamentale (NIBB), l'Institut national des sciences physiologiques (NIPS) et les Instituts de biologie moléculaire. Le NINS a été créé en avril 2004 pour favoriser le développement des sciences naturelles au Japon.

## Organisation
Les cinq instituts créés dans le cadre du NINS sont les principaux centres de recherche universitaires du Japon dans leurs domaines respectifs. Ces instituts coopèrent activement, en tant que base de recherche interdisciplinaire en sciences naturelles avec les universités, les instituts de recherche affiliés aux universités et les instituts de recherche interuniversitaires pour promouvoir la formation de nouvelles communautés de recherche.
Le NINS a créé le comité de coopération et de liaison en matière de recherche afin d'examiner et de planifier les questions relatives à la coopération en matière de recherche. Il a également créé le Bureau de coopération et de liaison pour la recherche, qui est chargé de la mise en œuvre des plans du comité de coopération et de liaison pour la recherche. Le Bureau de coopération et de liaison pour la recherche a défini les thèmes «Science de l'imagerie» et «Hiérarchie et holisme dans les sciences naturelles» comme des thèmes de coopération entre les domaines et promeut des symposiums et d'autres projets sur ces thèmes.
Centre national de recherche en astronomie
Le centre national de recherche en astronomie du Japon fournit des installations d'observation aux chercheurs de tout le pays et favorise les programmes de recherche conjoints. Il utilise également le développement de l'astronomie et d'autres domaines connexes comme occasions de coopération internationale.
Institut national des sciences de la fusion
L'Institut national des sciences de la fusion mène des recherches fondamentales sur la fusion nucléaire et le plasma afin d'actualiser la production de cette source d'énergie, dans l'espoir de développer de nouvelles sources d'énergie sûres et respectueuses de l'environnement.
Institut national de biologie fondamentale
L'Institut national de biologie fondamentale réalise des recherches avancées sur les phénomènes biologiques tels que l'expression des gènes. Il offre également des facilités pour l'utilisation conjointe par divers chercheurs au Japon et à l'étranger.
Institut national des sciences physiologiques
L'objectif de l'Institut national des sciences physiologiques est de clarifier le "mécanisme des fonctions normales du corps humain", qui est à la base de la science médicale. Il vise également à offrir des installations pour l'utilisation conjointe par divers chercheurs au Japon et à l'étranger en tant que centre de recherche physiologique.
Institut de science moléculaire
L'Institut de science moléculaire a pour but de mettre au jour les structures et les fonctions des molécules et des agrégats moléculaires qui sont à la base des substances. Il vise également à offrir des facilités pour l'utilisation conjointe par divers chercheurs au Japon et à l'étranger en tant que centre de recherche en science moléculaire.